# Upplands artilleriregemente
Upplands artilleriregemente (A 5) var ett artilleriförband inom svenska armén som verkade i olika former åren 1894–1927. Förbandsledningen var förlagd i Uppsala garnison i Uppsala.

## Historia

### Bildandet
Upplands artilleriregemente, eller som det från början hette № 5 Andra Svea artilleriregemente, bildades den 1 oktober 1894 genom att två batterier ur Första Svea artilleriregemente och två ur Wendes artilleriregemente sammanfördes till ett nytt artilleriregemente.

### Flytten till Uppsala
Andra Svea artilleriregemente blev kvar i Stockholm fram till 1901, då det omlokaliserades till Stockholmsvägen, sedan 1960-talet känt som Dag Hammarskjölds väg, i Uppsala. För att tydliggöra regementets anknytning till staden, tilldelades den 8 augusti 1904 det nya namnet Upplands artilleriregemente. 

### Ordningsnumret
I samband med 1914 års härordning justerades 1914 samtliga ordningsnummer inom armén. För Upplands artilleriregemente innebar det att regementet blev tilldelad beteckningen A 5. Justeringen av beteckningen gjordes för att särskilja regementen och kårer mellan truppslagen. Det med bakgrund till att namn och nummer som till exempel № 3 Livregementets grenadjärkår och № 3 Livregementets husarkår kunde förefalla egendomliga för den som inte kände till att förbanden ifråga tillhörde skilda truppslag.

### 1925 års försvarsbeslut
Den 12 oktober 1919 tillkom Artilleriets officersaspirantskola (ArtOAS) från att tidigare varit förlagd i Kristianstad. Inför försvarsbeslutet 1925 föreslogs att artilleriets truppförband skulle utgöras av fyra fördelningsartilleriregementen, Svea artilleriregemente, Göta artilleriregemente, Wendes artilleriregemente och Norrlands artilleriregemente. Svea artilleriregemente som var lokaliserat till Stockholms garnison, föreslogs sammanslås med Upplands artilleriregemente och lokaliseras till Uppsala under namnet Svea artilleriregemente. Flertal av förslagen i försvarspropositionen kom dock att ändras, bland annat den föreslagna sammanslagningen. Vilket resulterade i att Svea artilleriregemente kvarstod i Stockholm och Upplands artilleriregemente i Uppsala istället avvecklades. Den 3 oktober 1927 höll regementet en avvecklingsceremoni, för att avvecklas och upplösas officiellt den 31 december 1927. Från den 1 januari 1928 övergick regementet till att verka som en avvecklingsorganisation fram till den 31 mars 1928.

## Förläggningar och övningsplatser
Regementet förlades till en början till Första Svea artilleriregemente på Valhallavägen i Stockholm. Den 12 oktober 1897 flyttades regementet till Storgatan och Kvarteret Krubban, där regementet övertog kasernetablissementet från Livgardet till häst, vilka flyttade till Lidingövägen. Den 21 september 1901 flyttade regementet officiellt in i ett nyuppfört kasernetablissement i Uppsala och den 26 oktober 1901 hölls en ceremoni över inflyttningen. Till en början bestod regementets kasernetablissement i Uppsala av en huvudbyggnad, vilken uppfördes efter 1892 års härordnings byggnadsprogram. Där kansliet är placerat i mitten och logementen i kasernens flyglar. År 1908 uppfördes två nya kaserner samt ett kanslihus söder om regementets huvudbyggnad. Dessa tre byggnader uppfördes efter 1901 års härordnings byggnadsprogram. Kasernerna uppfördes i tre våningar istället för fyra våningar som typritningarna visar. De senare kasernerna gav ett karaktäristiskt drag över kasernetablissementet, då det uppfördes efter två olika byggnadsprogram och två olika arkitektstilar. Åren 1922–1923 uppfördes ett sjukhus till Upplands artilleriregemente. Sjukhusbyggnaden ingick dock inte i det ursprungliga uppdraget, utan uppfördes vid sidan om kasernbyggnadsnämndens ursprungliga uppdrag.
Efter att regementet avvecklades, övertogs kasernetablissementet av Arméns underofficerskola (AUS), vilka flyttade in den 10 september 1928. Arméns underofficerskola blev det första i raden av olika skolförbandet som huserade på Dag Hammarskjölds väg. Det sista skolförbandet på kasernetablissementet var Arméns kompaniofficersskola, vilket avvecklades den 30 september 1983. År 1986 byggdes kasernerna om till Gluntens Forsknings- och Företagspark och den första hyresgästen flyttade in. År 1994 bildades Uppsala Science Park i nära samarbete med "Stiftelsen för samarbete mellan de båda universiteten i Uppsala, näringsliv och samhälle" (Stuns).

## Heraldik och traditioner
I samband med att Norrbottens artillerikår bildades den 1 januari 1928, kom kåren att överta beteckningen från Upplands artilleriregemente (A 5). Norrbottens artillerikår kom även att överta regementets marsch "Artilleri V", även känd som "Artillerimarsch" (G. Ström) och regementets färg, mörkrött. När Norrbottens artillerikår avvecklades och uppgick i Bodens artilleriregemente (A 8), övertog Bergslagens artilleriregemente (A 9) Upplands artilleriregemente och Norrbottens artillerikårs marsch, vilken antogs den 1 juli 2000 av Artilleriregementet (A 9).
I samband med att Artilleriregementet bildades, kom det även att bevara minnet av Upplands artilleriregemente. Sedan 1 januari 2006 finns det dock inget förband som specifikt för regementets traditioner och minne vidare.

## Förbandschefer
Nedan anges förbandscheferna under åren 1893–1927.

- 1893–1901: John Christian Bratt
- 1901–1903: Richard Ossbahr
- 1903–1905: Sune G:son Wennerberg
- 1905–1913: Hugo Ekström
- 1913–1919: Lars Sparre
- 1919–1927: Gerdt Lundeberg

## Namn, beteckning och förläggningsort
| Kungl. Andra Svea artilleriregemente | 1894-10-01 | – | 1904-12-07 |
| Kungl. Upplands artilleriregemente   | 1904-12-08 | – | 1927-12-31 |
| Avvecklingsorganisation              | 1928-01-01 | – | 1928-03-31 |

| № 5 | 1894-10-01 | – | 1914-09-30 |
| A 5 | 1914-10-01 | – | 1927-12-31 |

| Stockholms garnison (F) | 1894-10-01 | – | 1901-09-20 |
| Uppsala garnison (F)    | 1901-09-21 | – | 1928-03-31 |

## Galleri

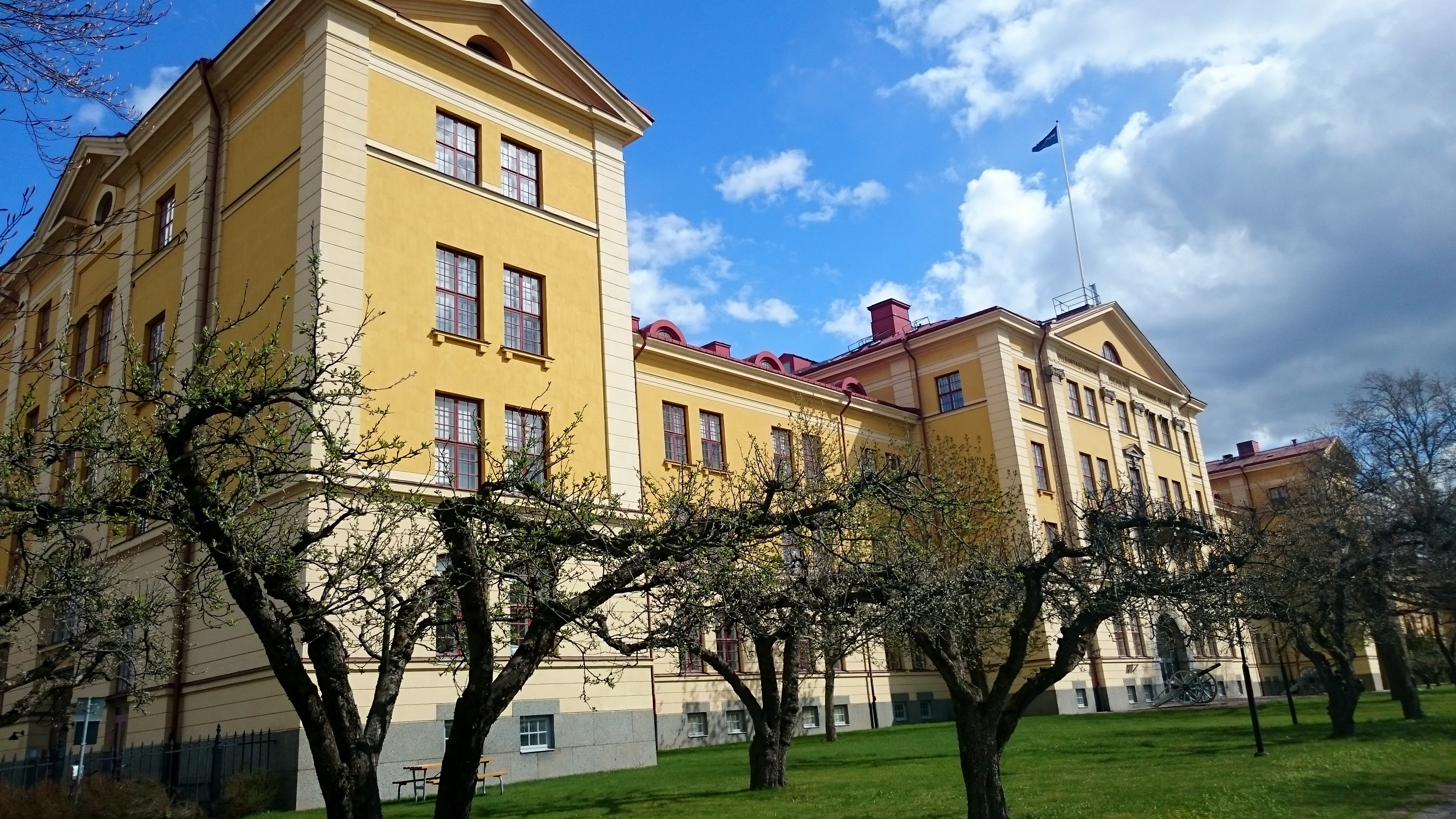
Kasern "Oscar II" vid före detta Upplands artilleriregemente.
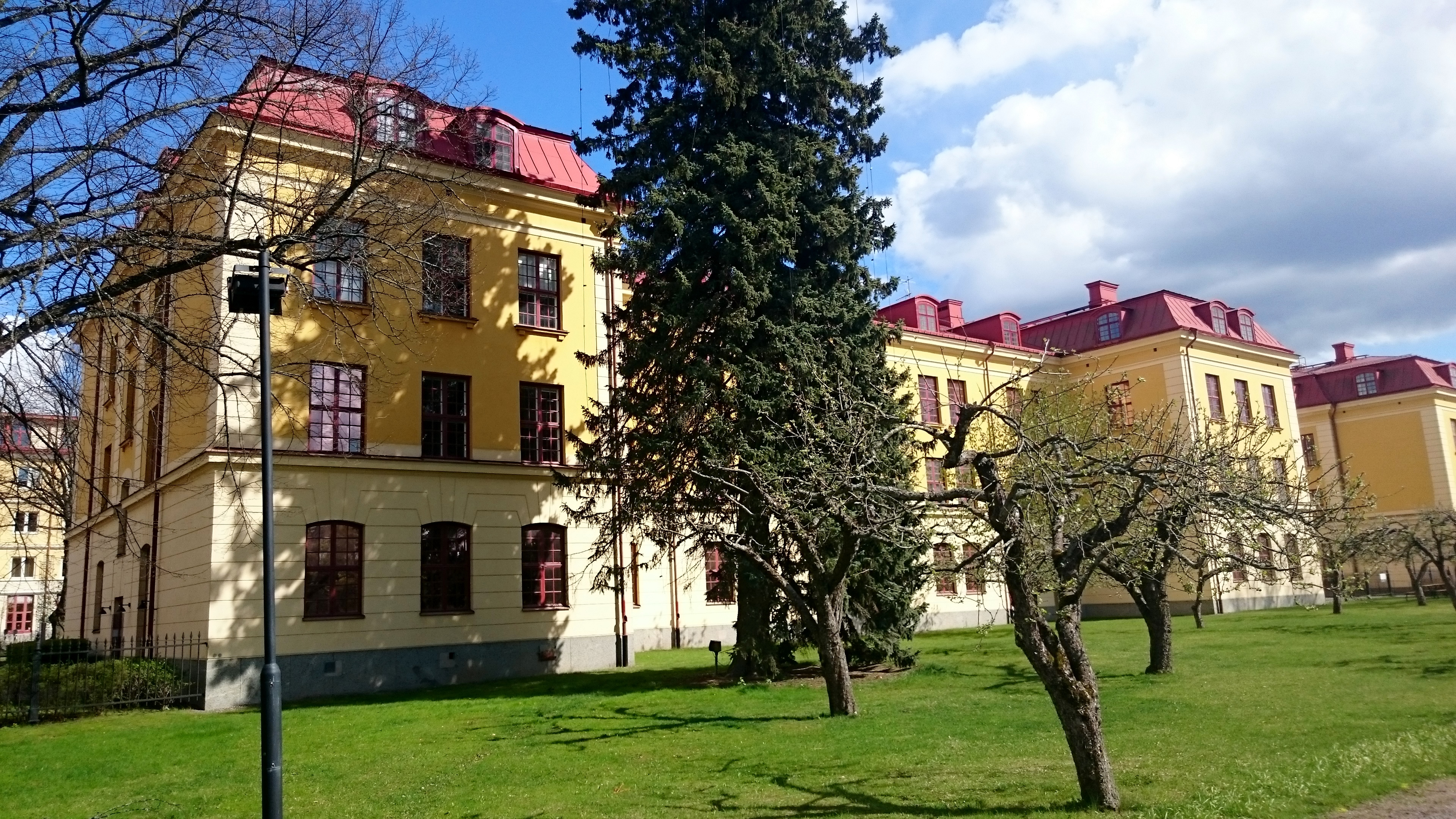
Kasern "Översten" vid före detta Upplands artilleriregemente.
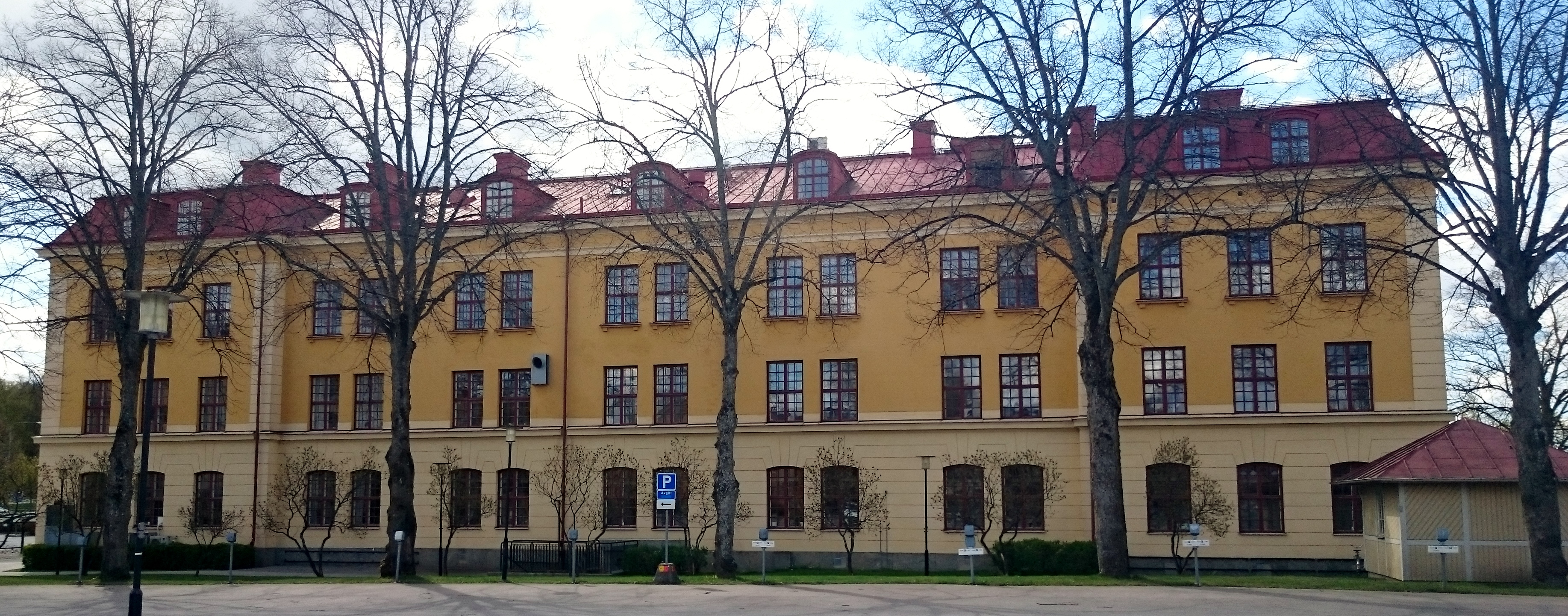
Kasern "Generalen" vid före detta Upplands artilleriregemente.
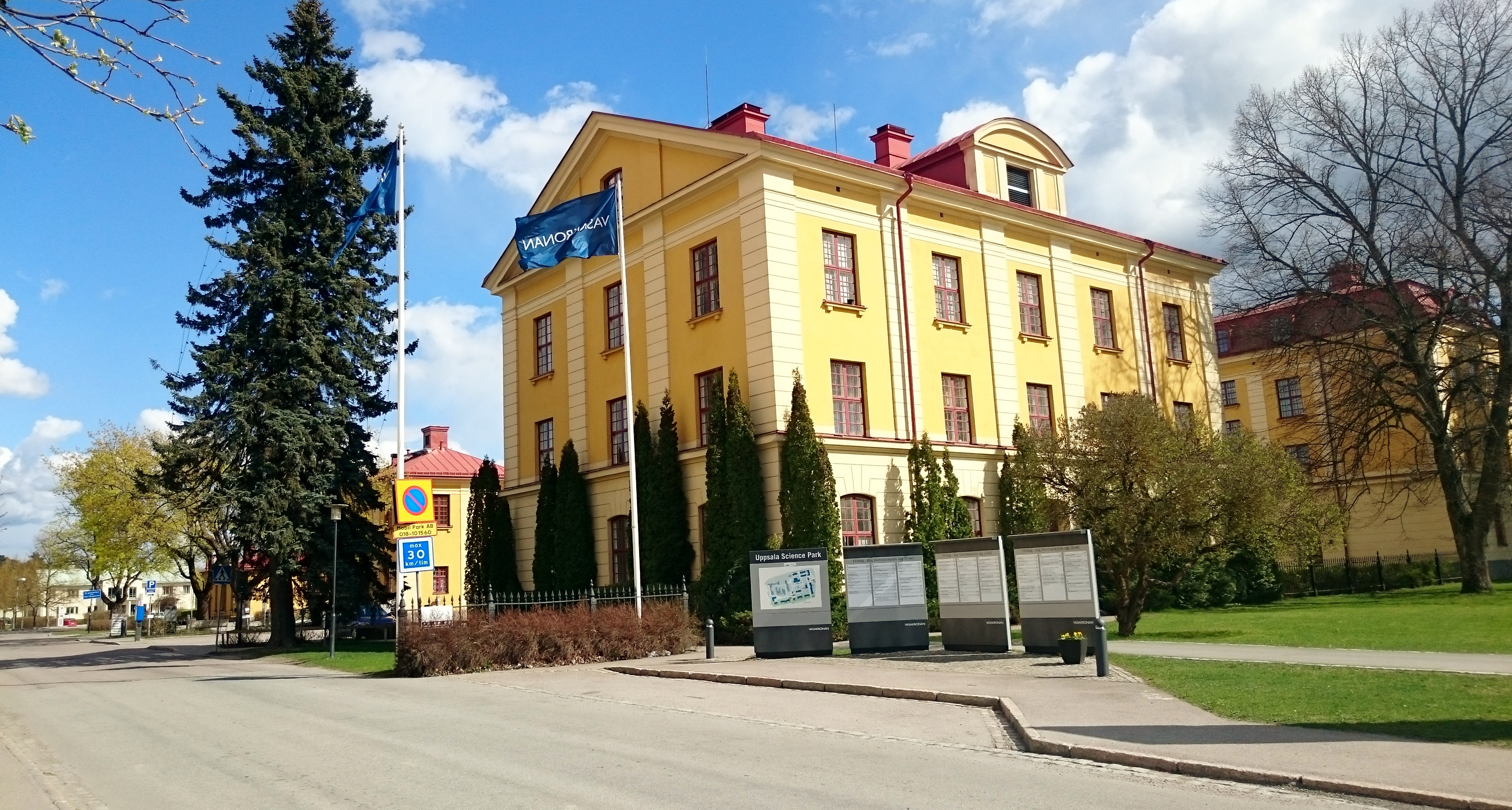
Kasern "Majoren" vid före detta Upplands artilleriregemente.
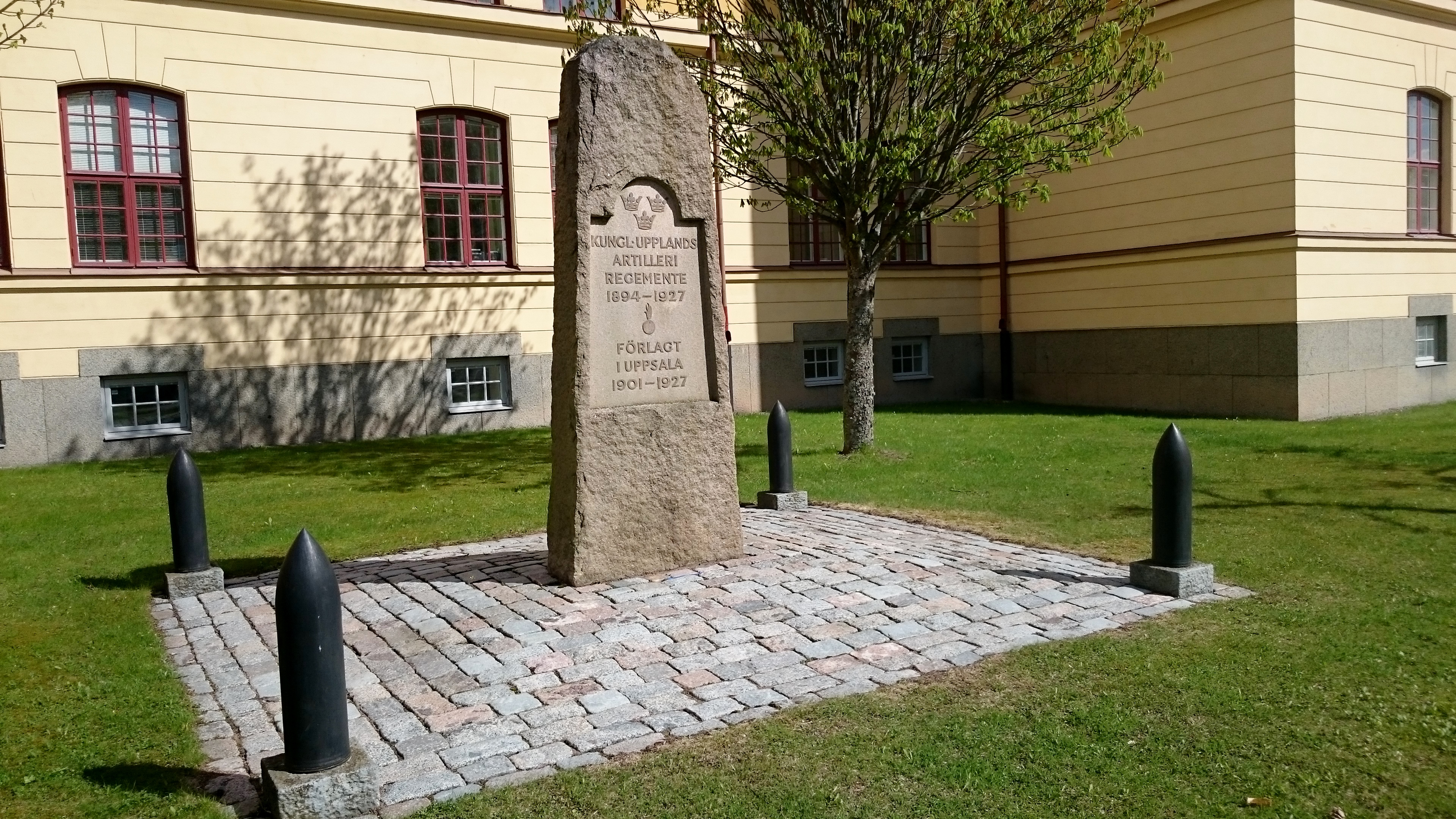
Minnessten över Upplands artilleriregemente, rest 1931.
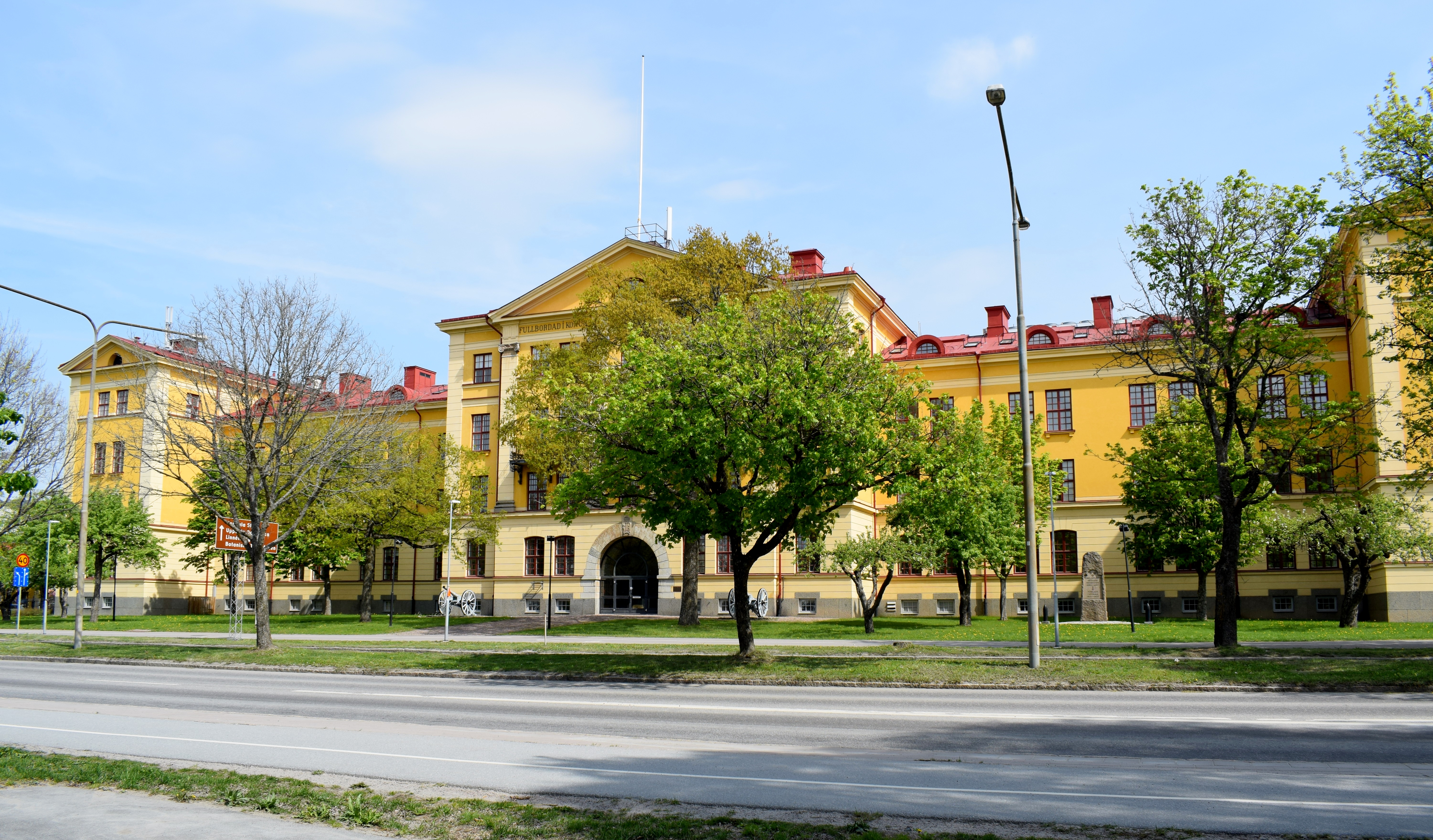
Kasern "Oscar II" vid före detta Upplands artilleriregemente
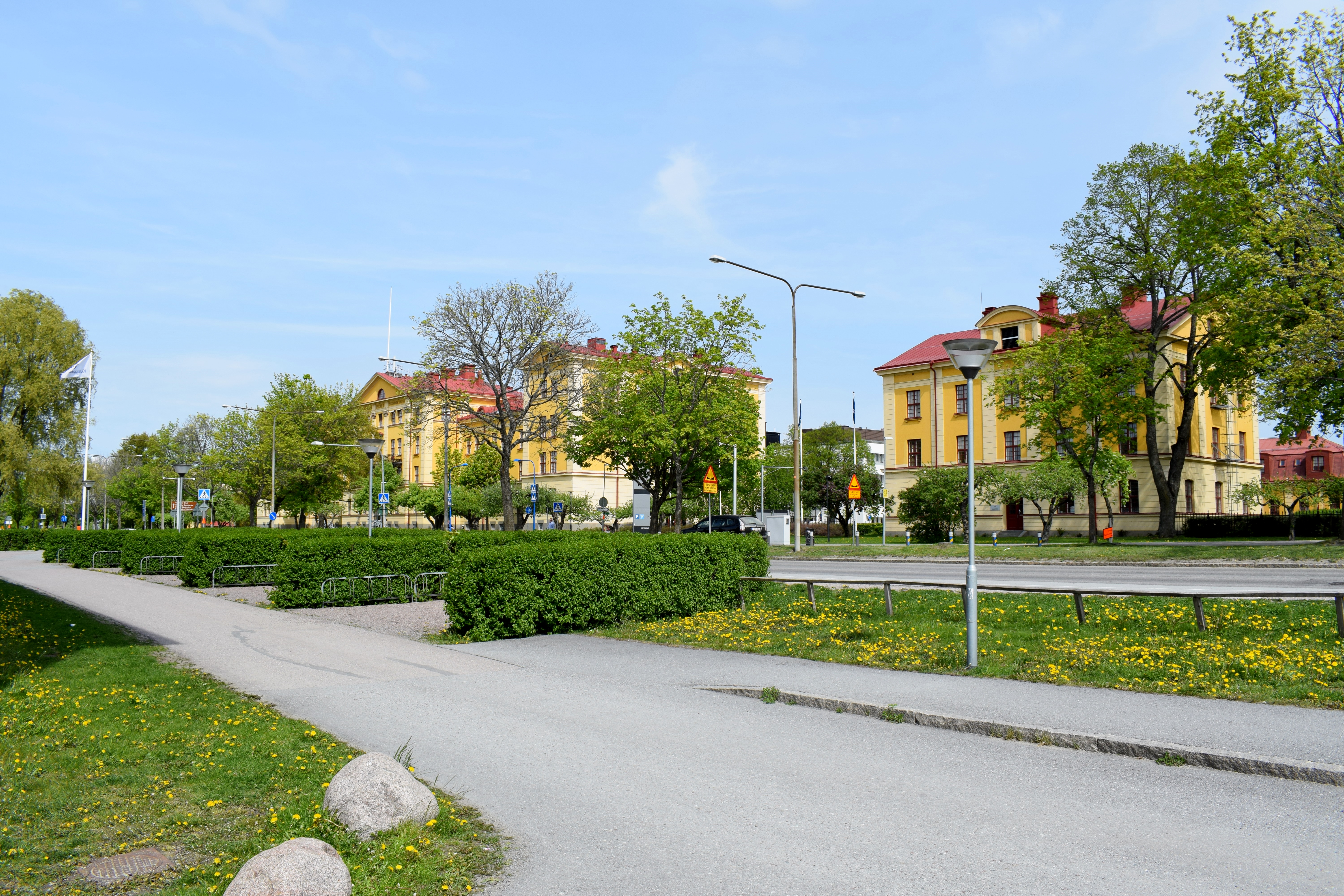
Kasern "Oscar II" vid före detta Upplands artilleriregemente
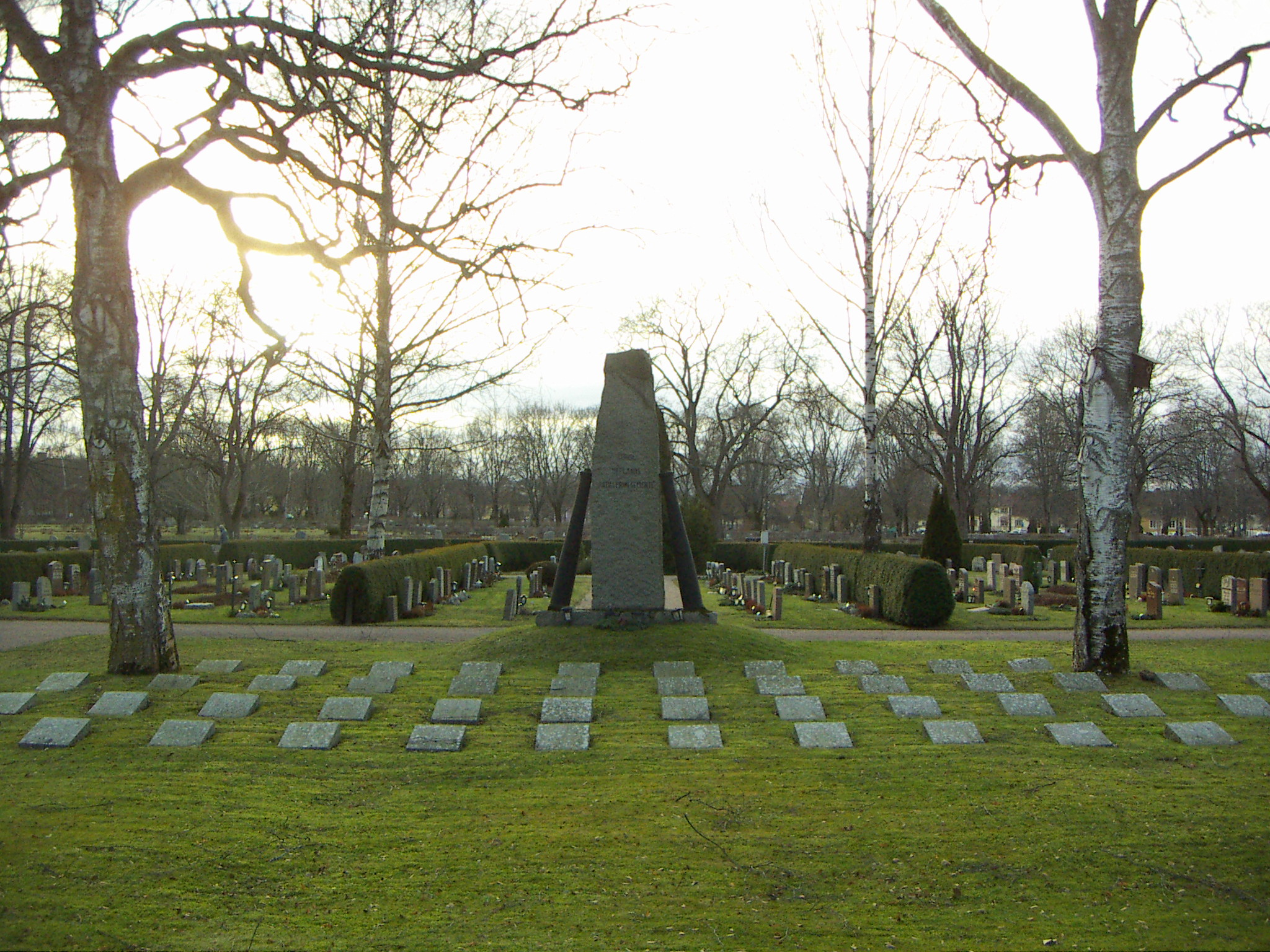
Upplands artilleriregementes gravplats på Uppsala gamla kyrkogård.
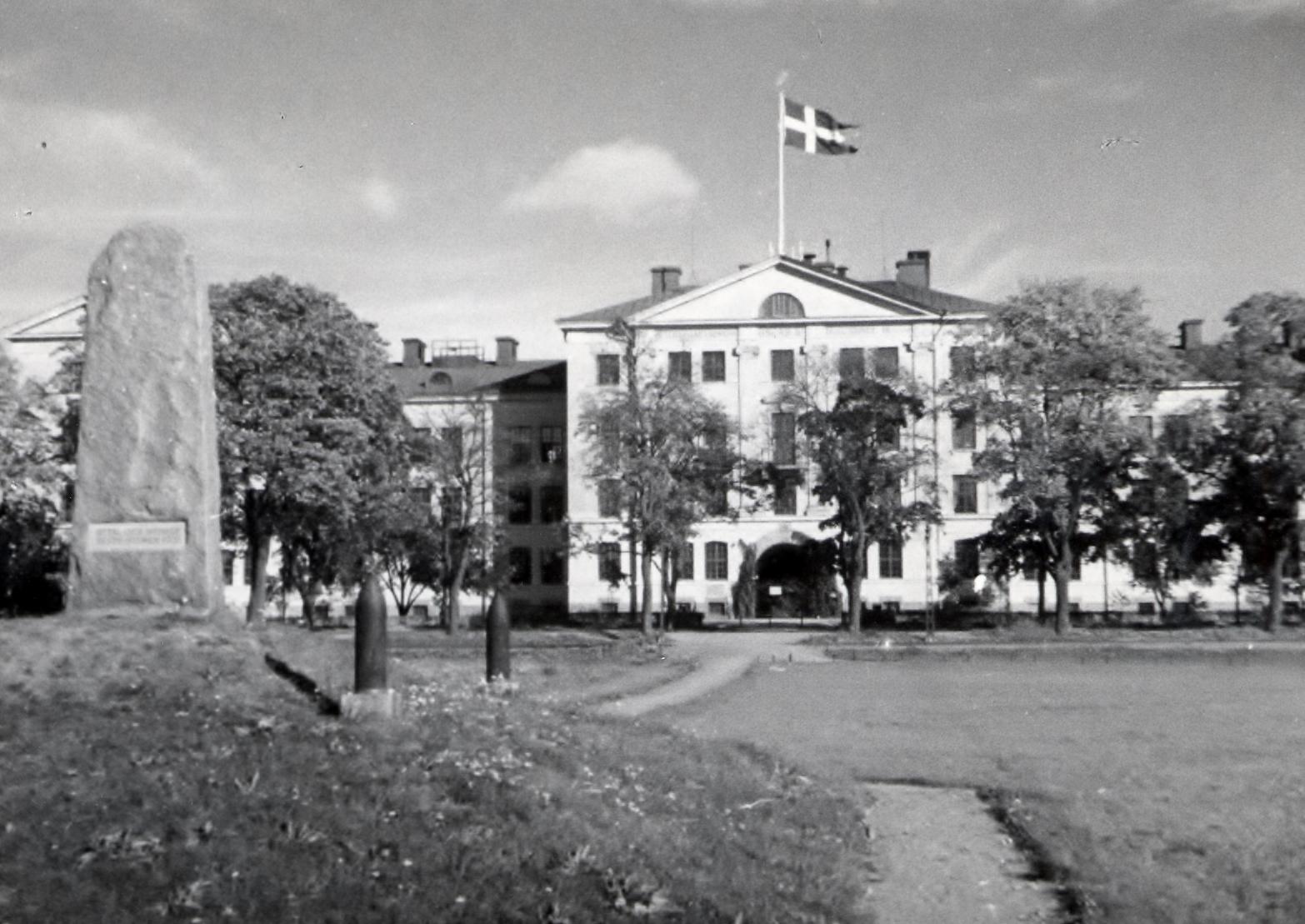
Vy över kanslihuset och regementets minnessten.
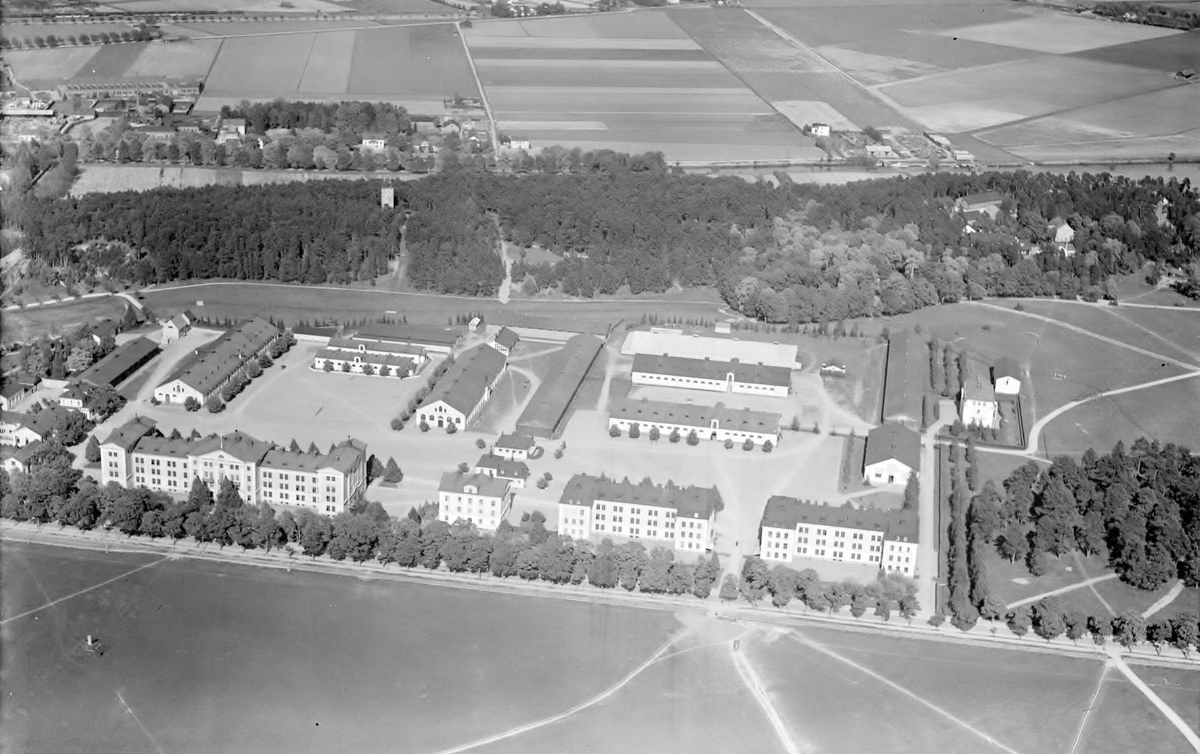
Flygfoto över före detta Upplands artilleriregemente.
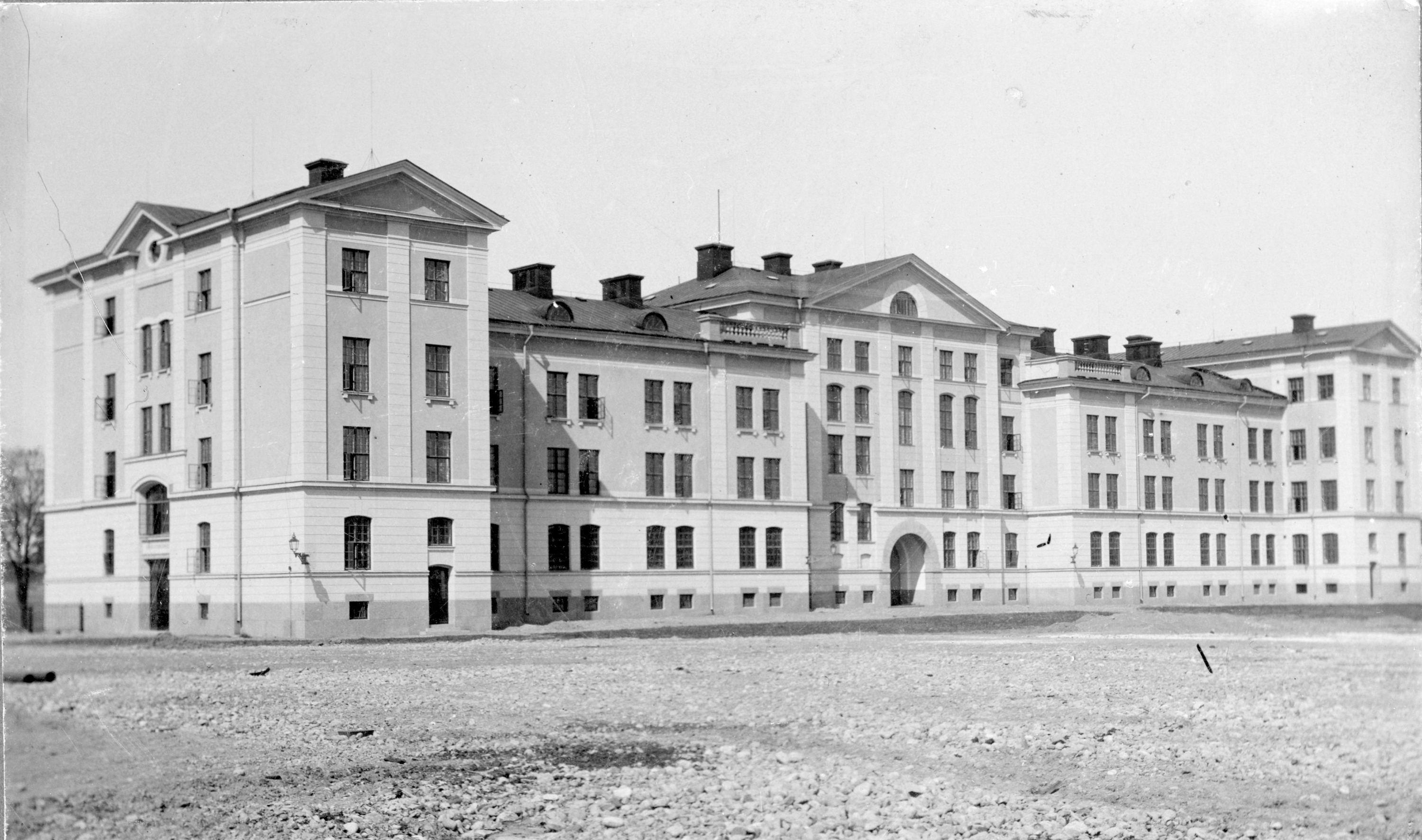
Kasern Oscar II vid före detta Upplands artilleriregemente.
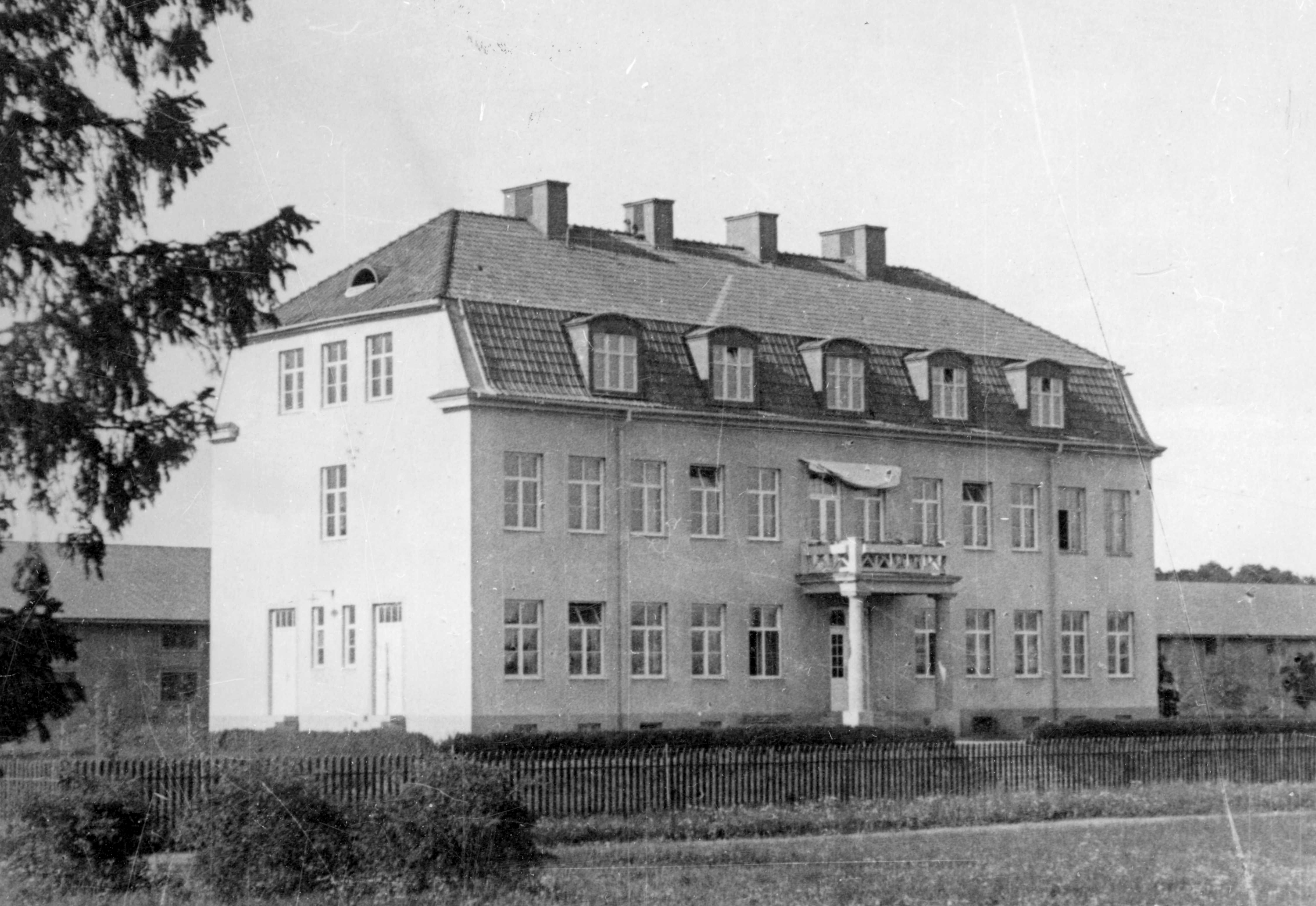
Byggnad vid före detta Upplands artilleriregemente.